# Camargo (Spagna)
Camargo (Camargu in cantabro) è un comune spagnolo di 31.086 abitanti situato nel nord della comunità autonoma della Cantabria, nella Comarca di Santander, confinante con la stessa città di Santander, nell'area economicamente più dinamica della Cantabria, fra il mare e i digradanti contrafforti della Cordigliera Cantabrica.
Il comune è formato da otto nuclei abitati: 
- Cacicedo
- Camargo
- Escobedo
- Herrera
- Igollo
- Maliaño
- Muriedas (capoluogo)
- Revilla

È nodo di comunicazioni stradale, ferroviario ed anche aereo, essendovi nel territorio di Maliaño l'aeroporto della Comunità di Cantabria.
Il paese che sembrava dover finire per essere assorbito dalla vicina e confinante Santander, è riuscito a conservare la sua identità pur modificando le sue caratteristiche socioeconomiche.
Fino al XX secolo la popolazione di Camargo è stata dedita all'agricoltura soprattutto per la produzione di grano in quantità superiori alle necessità locali e quindi fonte di smercio nelle località vicine. Nei primi anni del XVII secolo fu introdotta la coltivazione del mais in alternanza con quella del lino per evitare l'impoverimento del terreno. Importante fu anche la coltivazione della vite che nel XVIII secolo venne però ridotta per dar posto alla coltura del mais e della patata. L'allevamento del bestiame restò limitato fino al XIX secolo agli animali da tiro, alle mucche da latte e ai maiali per autoconsumo e ai caprini nella parte più alta del territorio comunale. A partire dai primi anni del XX secolo iniziò un processo d'industrializzazione che mutò sostanzialmente le condizioni economiche e sociali determinando un aumento della popolazione e l'incremento dell'occupazione anche nel settore terziario dei servizi.
Attualmente si può affermare che Camargo è un comune industrializzato, caratterizzato prevalentemente da molte piccole e medie imprese assieme ad alcune imprese maggiori, indirizzato a sviluppare soprattutto il settore terziario dei servizi. La quota di popolazione dedicata all'agricoltura e all'allevamento del bestiame si è ridotta sia per il modernizzarsi delle relative tecniche e dei mezzi di lavoro sia per la diminuzione della superficie a disposizione oggi prevalentemente collocata nella zona meridionale del territorio municipale.
Il settore industriale è ben differenziato e ripartito fra varie produzioni in modo che può assorbire eventuali crisi di settore. Le produzioni riguardano principalmente le trasformazioni di materiali metallici e non metallici, la meccanica di precisione, la fabbricazione di mobili e l'elettronica.
Nel Medio Evo il comune fu terra di passaggio dei pellegrini diretti a Santiago di Compostela seguendo il camino costiero.

## Storia
La presenza di molte cavità naturali nel territorio comunale e il numeroso materiale archeologico reperito anche di recente dimostrano che la presenza umana ci fu già nel Paleolitico e poi nell'epoca delle tribù cantabriche, della presenza dei Romani e dei Visigoti.
Il più antico documento in cui si citi Camargo è dell'anno 811 e si riferisce alla fondazione dei monasteri che esercitavano poteri su quel territorio, in particolare a quello di San Vicente de Fistoles nella località di Estaños. La zona di Camargo era comunque in generale un realengo, cioè dipendente direttamente dal re tramite un corregidor (governatore) con la possibilità però per i singoli centri di nominare un Consiglio e un alcalde con poteri amministrativi di autogoverno sottoposti al controllo del corregidor. Camargo ottenne questa giurisdizione nel 1025.
A metà del XIV secolo in una statistica reale delle località tenute a versare tributi alla Corona di Castiglia figura anche Camargo. In quest'epoca il comune risulta essere in signoria di Gonzalo Ruiz de la Vega marchese di Santillana. Camargo e gli altri paesi della zona erano contrari al governo dittatoriale dei feudatari che annullava praticamente ogni possibilità di autogoverno e desideravano ritornare al precedente regime del realengo. Gli alcaldes dei diversi comuni delle valli si recarono dal re con una petizione contro il marchese di Santillana e per il ritorno al governo esclusivo del re, ma il re non accolse la loro richiesta e i consigli decisero di rivolgersi alle vie legali. Nacque così il famoso Pleito de los Valles che si concluse dopo un centinaio d'anni con la sentenza favorevole ai comuni emessa dalla Real Chancilleria di Valladolid. Di conseguenza Camargo, conformemente agli altri comuni ricorrenti, nel 1561 fu restituita al governo diretto del re e prese il titolo, che tuttora conserva, di Real Valle.
Nell'ultimo trentennio del XVIII secolo fece parte della provincia de los nueve valles, base per la futura e attuale provincia di Cantabria.
Agli inizi del XX secolo e per la prima metà del secolo si verificò la prima fase di cambiamento socioeconomico che ha caratterizzato la vita del comune nel secolo scorso: l'insediamento di imprese industriali. Nel successivo trentennio, l'agricoltura e l'allevamento del bestiame a fronte di una progressiva industrializzazione persero la preminenza che avevano sempre avuto nell'economia locale e come conseguenza si ebbero l'abbandono da parte di molti giovani del lavoro nei campi per divenire dipendenti delle imprese industriali, l'immigrazione da altre zone di famiglie di lavoratori addetti all'industria, la crescita numerica degli abitanti e il calo dell'età media della popolazione.
Nell'ultimo periodo del secolo, a partire dagli anni ottanta iniziò la fase di terziarizzazione sia per fornire servizi alle industrie, sia per soddisfare le nuove esigenze di servizi emerse dall'aumento del numero degli abitanti con maggiori disponibilità di spesa e di più giovane età che nel passato.
Un altro motivo è dato dalla vicinanza con la città di Santander anch'essa in fase di espansione demografica e industriale che ha quindi utilizzato la facilità di comunicazioni con Camargo, come sta avvenendo per tutte le zone prossime ai centri maggiori, facendola diventare quasi una sua periferia preferita da chi trova più confortevole ed anche più conveniente economicamente la vita nei centri minori rispetto a quella della città dove svolge la propria attività lavorativa.

## Monumenti e luoghi d'interesse
A Camargo: la Iglesia de San Pedro de Escobedo chiesa dei secoli XVI e XVII, la Iglesia de San Miguel del XVI secolo, dello stesso secolo la  Iglesia de N.tra S.ra de Solare e del XVIII secolo il Santuario de N.tra S.ra del carmen. A Herrera la Casona de los Herrera, famiglia nobile locale, costruita nel XVIII secolo ("casona" è un complesso di edifici tipico della Cantabria di famiglie nobili o ricche spesso residenza di campagna e insieme fattoria dotata anche di cappella religiosa). A Escobedo: le ermitas (piccole chiese, santuari o cappelle) di San Pantaleon del XVII secolo e di San Esteban
del XVIII. Inoltre l'ermita di Santiago è a Carcedo. A Maliaño nella Casa del patriota Pedro Velarde c'è il Museo etnografico de Cantabria che illustra la vita rurale della montagna cantabrica.
Interessante il Conjunto architettonico de Igollo complesso di edifici di architettura tipica della Cantabria.
Ricco di molte grotte e caverne è il patrimonio archeologico. Si distinguono: la Cueva de Pendo con pitture rupestri, le Cuevas y Yacimentos di Camargo, il Cementerio de Parays- Maliaño, dove recentemente si sono scoperti i resti ben conservati delle Terme e di una villa romana. La necropoli medievale accanto alla chiesa di San Pedro (XVII secolo) a Escobedo.

## Feste
Fiestas de San Juan a Camargo il 25 giugno con il mercado medieval per le vie del centro storico che propone oggetti artigianali della tradizione antica e gli stessi artigiani al lavoro con attrezzi e tecniche antiche, vestiti con costumi dell'epoca.
Altra manifestazione delle feste è il Festival de la sidra, la sidra è un termine equivalente all'italiano sidro, cioè il vino che si ricava dalla fermentazione del succo di mela, tradizionalmente prodotto nelle Asturie ma che trova estimatori in tutta la Spagna. È tradizione berlo da appositi recipienti con un beccuccio (la bota) senza toccarli con le labbra ma tenendoli alti e lasciando cadere il liquido nella bocca.
Altre feste da ricordare sono il 22 gennaio quella dedicata a San Vicente martir come tutte le feste spagnole insieme religiosa e ludica, Carnavales, il 24 giugno San Juan a Maliaño e il 16 luglio le Fiestas del Carmen a Revilla.